# Сальвадор на Чемпіонаті світу з водних видів спорту 2015
Сальвадор взяв участь у Чемпіонаті світу з водних видів спорту 2015, який пройшов у Казані (Росія) від 24 липня до 9 серпня.

## Плавання на відкритій воді
Одна сальвадорська спортсменка кваліфікувалася на змагання з плавального марафону на відкритій воді.
| Спортсменка   | Дисципліна | Час       | Місце |
| ------------- | ---------- | --------- | ----- |
| Фатіма Флорес | 5 км       | 1:04:49.4 | 31    |
| Фатіма Флорес | 10 км      | 2:12:38.9 | 44    |

## Плавання
Сальвадорські плавці виконали кваліфікаційні нормативи в дисциплінах, які наведено в таблиці (не більш як 2 плавці на одну дисципліну за часом нормативу A, і не більш як 1 плавець на одну дисципліну за часом нормативу B):
Чоловіки
| Спортсмен       | Дисципліна            | Попередній заплив | Попередній заплив | Півфінал        | Півфінал        | Фінал           | Фінал           |
| Спортсмен       | Дисципліна            | Час               | Місце             | Час             | Місце           | Час             | Місце           |
| --------------- | --------------------- | ----------------- | ----------------- | --------------- | --------------- | --------------- | --------------- |
| Марсело Акоста  | 200 м вільним стилем  | 1:50.77           | 44                | Завершив виступ | Завершив виступ | Завершив виступ | Завершив виступ |
| Марсело Акоста  | 400 м вільним стилем  | 3:51.45           | 29                | Н/Д             | Н/Д             | Завершив виступ | Завершив виступ |
| Марсело Акоста  | 800 м вільним стилем  | 8:12.52           | 35                | Н/Д             | Н/Д             | Завершив виступ | Завершив виступ |
| Марсело Акоста  | 1500 м вільним стилем | 15:25.14          | 25                | Н/Д             | Н/Д             | Завершив виступ | Завершив виступ |
| Рафаель Альфаро | 200 м комплексом      | 2:05.78           | 38                | Завершив виступ | Завершив виступ | Завершив виступ | Завершив виступ |

Жінки
| Спортсменка     | Дисципліна           | Попередній заплив | Попередній заплив | Півфінал         | Півфінал         | Фінал            | Фінал            |
| Спортсменка     | Дисципліна           | Час               | Місце             | Час              | Місце            | Час              | Місце            |
| --------------- | -------------------- | ----------------- | ----------------- | ---------------- | ---------------- | ---------------- | ---------------- |
| Ребека Кінтерос | 200 м вільним стилем | 2:06.75           | 50                | Завершила виступ | Завершила виступ | Завершила виступ | Завершила виступ |
| Ребека Кінтерос | 400 м комплексом     | 5:17.71           | 35                | Н/Д              | Н/Д              | Завершила виступ | Завершила виступ |